# 昂布瓦斯陰謀

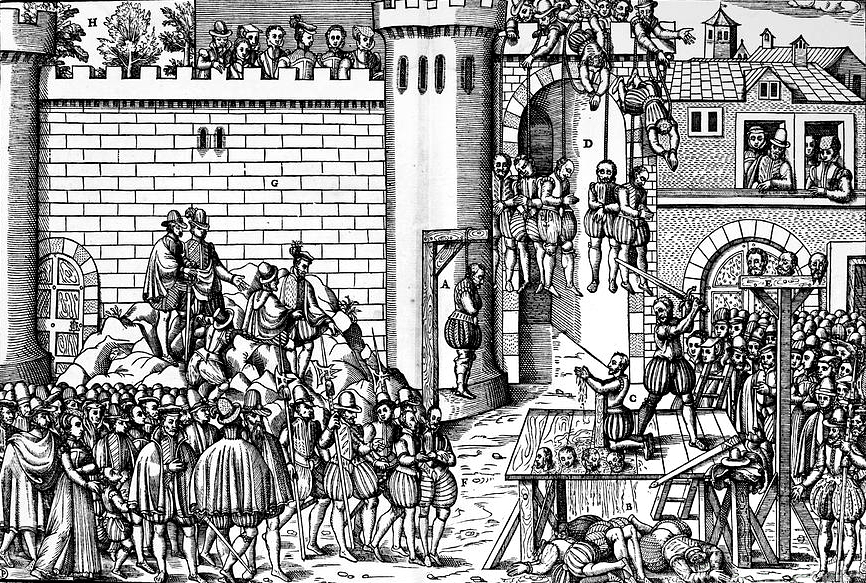
在昂布瓦斯城堡血腥處決的木刻畫

昂布瓦斯陰謀（法語：Conjuration d'Amboise），又稱昂布瓦茲密謀，是指法國16世紀中期快速興起的新教胡格諾派，信奉克爾文主義的一支新教教派），試圖在1560年綁架年輕的傀儡法王─法蘭索瓦二世，以掌控王國實權，同時除去王國的攝政權臣──第二代吉斯公爵及洛林的樞機兩兄弟。計劃失敗後，遭到血腥整肅，激化了國內新教與舊教的矛盾，成為引爆1562-1598年法國宗教戰爭的事件之一。

## 背景與過程

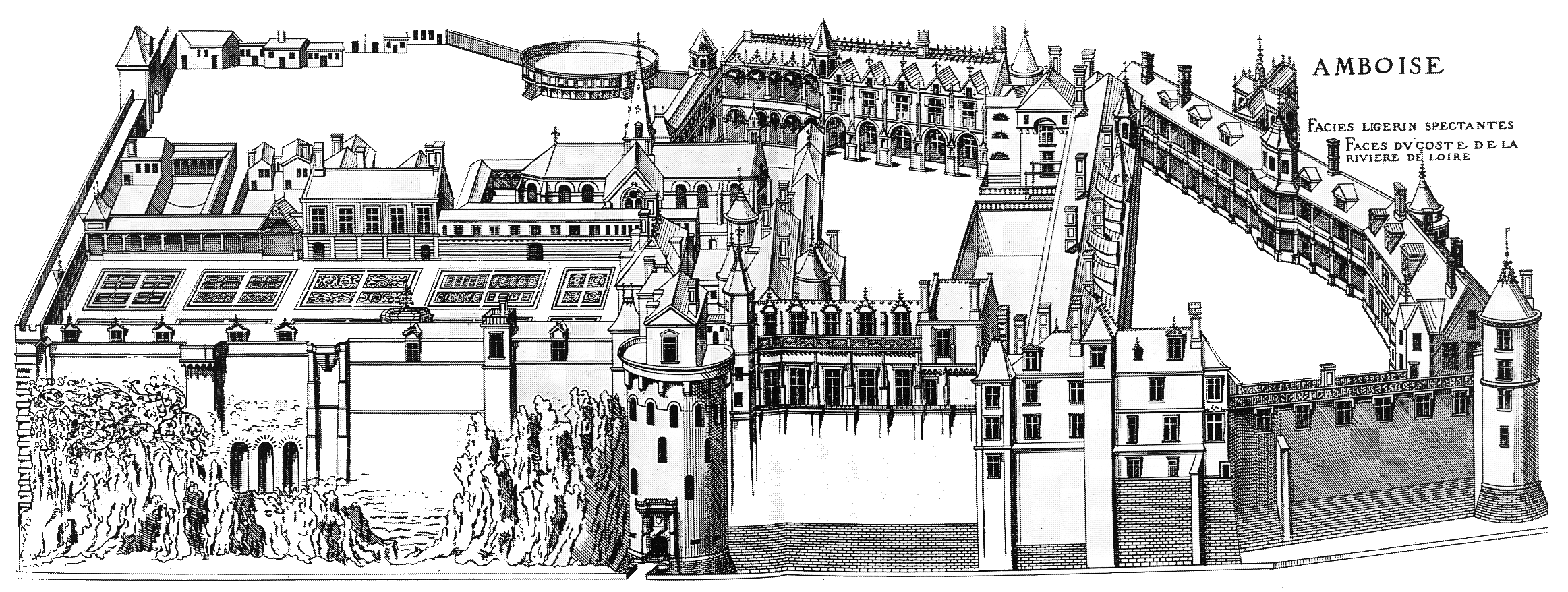
當時昂布瓦斯城堡的俯瞰圖

1559年，新的法王法蘭索瓦二世以16歲的冲齡登基（1559-1560年在位），迎娶了蘇格蘭女王瑪麗一世。國家大權掌握在瑪麗·斯圖亞特的叔伯─吉斯家族的手中。攝政的吉斯公爵法蘭索瓦和其弟洛林的樞機權傾朝野，以新國王的名義治國並瘋狂鎮壓新教徒，只因他們是天主教的熱切支持者。這樣持續而殘酷的宗教迫害終於激起胡格諾派的反抗。
法國南方貴族─孔代親王波旁的路易擁護克爾文主義，挺身成為胡格諾派的首領，當中可能是他個人的怨恨和野心使然。在他指使下，一位名在佩里戈爾叫拉雷諾蒂的貴族準備把所有的不滿分子聯合起來。1560年3月，密謀者籌備兩千人，準備把旅居昂布瓦斯的法蘭索瓦二世劫走，以讓國王擺脫吉斯家族的控制，並使王室獲得新教波旁家族的正確指導。他們還想對吉斯兄弟們進行法律制裁。但是一個變節者透露了行動方案和碰頭地點。3月中吉斯的法蘭索瓦獲悉密謀後，立刻將國王帶到戒備安全的昂布瓦斯城堡，並派軍襲擊胡格諾派的密謀分子，很容易就擊敗了密謀軍團。

## 結果
包含策畫者拉雷諾蒂在內的1200多人被逮捕，遭到草率處決；絞刑、斬首、溺死等暴行持續了整整一個月；每當晚餐過後，吉斯家的衛隊就將年少的國王和三位不到十歲的王弟（未來的查理九世、亨利三世及阿朗松公爵），以及宮廷女性們帶到昂布瓦斯城堡的窗戶邊，觀看異端受酷刑而死，以為消遣。被懷疑涉案的孔代親王路易因證據不夠充分而未起訴，但不久就在奧爾良被吉斯的法蘭索瓦逮捕起訴，以叛國罪判處死刑。結果因法蘭索瓦二世在1560年12月5日的突然去世，使孔代逃過一劫。
因為吉斯家族的懲處鎮壓過於血腥殘忍，許多年輕的胡格諾派教徒發誓以武力復仇，更加劇了法國內戰的危機，終於在兩年後爆發長達三十多年的法國宗教戰爭。